# 420
- Wikisource

| Calendário gregoriano                                                        | 420 CDXX                        |
| Ab urbe condita                                                              | 1173                            |
| Calendário arménio                                                           | -132 – -131                     |
| Calendário bahá'í                                                            | -1424 – -1423                   |
| Calendário budista                                                           | 964                             |
| Calendário chinês                                                            | 3116 – 3117                     |
| Calendário copta                                                             | 136 – 137                       |
| Calendário etíope                                                            | 412 – 413                       |
| Calendários hindus - Vikram Samvat - Calendário nacional indiano - Cáli Iuga | 475 – 476 341 – 342 3520 – 3521 |
| Calendário Holoceno                                                          | 10420                           |
| Calendário islâmico                                                          | 208 BH – 207 BH                 |
| Calendário judaico                                                           | 4180 – 4181                     |
| Calendário persa                                                             | 202 BP – 201 BP                 |
| Calendário rúnico                                                            | 670                             |
| Calendário solar tailandês                                                   | 963                             |

420 (CDXX, na numeração romana) foi um ano bissexto do século V que começou numa quinta-feira, segundo o calendário juliano.  Segundo o horóscopo chinês, foi o ano do Macaco.
| Ano completo                           |
| -------------------------------------- |
| Ano bissexto com início à quarta-feira |

## Mortes
- Paulo Orósio, teólogo e apologista cristão[1]
- Jerónimo de Estridão, monge, teólogo e tradutor bíblico.[2]